# Lee Hyun-woo
Lee Hyun-woo (Hangul: 이현우; nascido em 23 de março de 1993) é um ator sul-coreano. Como ator mirim, Lee construiu sua filmografia em séries de televisão como The Return of Iljimae e Queen Seondeok. Ao atingir a adolescência, ele se tornou mais conhecido por seus papéis em Master of Study, Man from the Equator, To The Beautiful You e particularmente, no filme de 2013 Secretly, Greatly.

## Carreira
Lee Hyun-woo começou sua carreira como ator infantil, construindo seu currículo desempenhando papéis em várias produções de grande escala, tais como King Sejong the Great, The Return of Iljimae, e Queen Seondeok.
Após o seu perfil subiu como bonito e leal Chan-doo em God of Study, Lee subiu ao palco para a produção musical de 2010 Footloose, onde desempenhou o papel principal de Ren, interpretado por Kevin Bacon no filme original.
Em 2011, ele e o cantor Yoon Doo-joon do B2ST começaram a apresentar programa de música Music on Top no canal a cabo jTBC. Ele participou do vídeo musical da canção "You and I" da cantora IU. Lee expandiu ainda mais sua carreira atuando no drama histórico Gyebaek, no suspense de vingança Man from the Equator, e fez uma aparição no drama médico Brain.
Em 2012, Lee foi convidado para ser o segundo protagonista masculino no drama To The Beautiful You, uma adaptação televisiva coreana do mangá japonês Hana-Kimi, com seu papel baseado no personagem Shuichi Nakatsu. Ele e o cantor Hwang Kwanghee foram mais tarde designados como os novos anfitriões do show de música ao vivo  The Music Trend (mais popularmente conhecido como Inkigayo).
Em 2013 ele conseguiu o papel principal no sucesso de bilheteria Secretly, Greatly, um filme de comédia e ação, no qual interpretou um espião secreto norte-coreano disfarçado como um menino de escola. Lee também cantou "Ode to Youth" na trilha sonora do filme.
Em 2014, ele e seu melhor amigo Park Ji-bin (ambos eram atores mirins e pertencem à mesma agência) apareceram no reality show Real Mate in Saipan. Lee também foi escalado como um hacker no filme de assalto The Technicians.

## Filmografia

### Séries
| Ano  | Título                                   | Papel                  | Notas                                       |
| ---- | ---------------------------------------- | ---------------------- | ------------------------------------------- |
| 2004 | Oolla Boolla Blue-jjang                  |                        |                                             |
| 2005 | Spring Day                               |                        |                                             |
| 2006 | Hwarang Fighter Maru                     | Seo Da-ham             |                                             |
| 2007 | The Legend                               | Cheoro (jovem)         |                                             |
| 2007 | Lobbyist                                 | Harry (jovem)          |                                             |
| 2008 | King Sejong the Great                    | Príncipe Choong-nyeong |                                             |
| 2008 | Things We Do That We Know We Will Regret |                        | Episódio 4: On a Night Sparkling with Stars |
| 2009 | The Return of Iljimae                    | Cha Dol-yi             |                                             |
| 2009 | Queen Seondeok                           | Kim Yushin (jovem)     |                                             |
| 2009 | What's for Dinner?                       | Tommy                  |                                             |
| 2010 | Master of Study                          | Hong Chan-doo          | Elenco principal                            |
| 2011 | Gyebaek                                  | Gyebaek (jovem)        |                                             |
| 2011 | Brain                                    | Park Dong hwa          | Participação especial; Episódios: 2, 3 e 4  |
| 2012 | Man from the Equator                     | Kim Sun-woo (jovem)    |                                             |
| 2012 | To the Beautiful You                     | Cha Eun-gyul           | Protagonista; Versão coreana de Hana-Kimi   |
| 2015 | Scholar Who Walks the Night              | Príncipe Jeonghyeon    | Breve participação no episódio 1            |
| 2016 | Moorim School                            | Yoon Shi-woo           | Protagonista                                |
| 2017 | The Liar and His Lover                   | Kang Han-Gyul          | Protagonista                                |

### Filmes
| Ano  | Título                        | Papel        | Notas                                  |
| ---- | ----------------------------- | ------------ | -------------------------------------- |
| 2005 | Baribari Jjang                |              |                                        |
| 2006 | Holiday                       |              |                                        |
| 2006 | A Dirty Carnival              |              |                                        |
| 2007 | Hwang Jin Yi                  |              |                                        |
| 2010 | The Loneliness of Butcher Boy | Tae-shik     | Curta metragem de Short! Short! Short! |
| 2011 | GLove                         | Kim Jin-man  |                                        |
| 2013 | Secretly, Greatly             | Rhee Hae-jin | Protagonista                           |
| 2014 | The Technicians               | Jong-bae     |                                        |

### Aparições em vídeos musicais
| Ano  | Canção              | Artista          |
| ---- | ------------------- | ---------------- |
| 2011 | You and I           | IU               |
| 2012 | First Love's Melody | Acoustic Collabo |
| 2013 | I Love You          | Akdong Musician  |
| 2019 | Above the Time      | IU               |

### Programas musicais
| Date                                           | Título          | Papel        |
| ---------------------------------------------- | --------------- | ------------ |
| 8 de dezembro de 2011 - 14 de março de 2012    | Music on Top    | Apresentador |
| 16 de dezembro de 2012 – 26 de janeiro de 2014 | The Music Trend | Apresentador |

### Shows de variedade
| Ano  | Título                                             | Notas                        |
| ---- | -------------------------------------------------- | ---------------------------- |
| 2012 | Strong Heart                                       | Convidado no epísodio 142    |
| 2012 | Invincible Youth Season 2                          | Convidado no epísodio 26     |
| 2013 | Running Man                                        | Convidado no epísodio 147    |
| 2013 | Hwasin – Controller of the Heart                   | Convidado no epísodio 22     |
| 2014 | Lee Hyun-woo and Park Ji-bin's Real Mate in Saipan | Reality show com Park Ji-bin |

## Teatro musical
| Ano  | Título    | Papel |
| ---- | --------- | ----- |
| 2010 | Footloose | Ren   |

## Discografia

### Colaborações e trilhas sonoras
| Ano  | Canção       | Álbum                 | Duração | Artista |
| ---- | ------------ | --------------------- | ------- | ------- |
| 2013 | Ode to Youth | Secretly, Greatly OST | 03:39   | Solo    |

## Prêmios e indicações
| Ano  | Prêmio                         | Categoria         | Trabalho nomeado      | Resulto  |
| ---- | ------------------------------ | ----------------- | --------------------- | -------- |
| 2008 | KBS Drama Awards               | Melhor Ator Jovem | King Sejong the Great | Venceu   |
| 2012 | SBS Drama Awards               | New Star Award    | To the Beautiful You  | Venceu   |
| 2012 | KBS Drama Awards               | Melhor Novo Ator  | Man from the Equator  | Indicado |
| 2013 | 22nd Buil Film Awards          | Melhor Novo Ator  | Secretly, Greatly     | Indicado |
| 2013 | 34th Blue Dragon Film Awards   | Melhor Novo Ator  | Secretly, Greatly     | Indicado |
| 2014 | 9th Asia Model Festival Awards | New Star Award    | —                     | Venceu   |